# نونو مورایس
نونو میگوئل باربوسا مورایس  (اسپانیایی: Nuno Miguel Barbosa Morais‎؛ زادهٔ ۲۹ ژانویهٔ ۱۹۸۴) بازیکن سابق و مربی فوتبال اهل پرتغال است که در حال حاضر به عنوان دستیار ریکاردو سا پینتو در باشگاه استقلال تهران کار میکند.
پست اصلی وی هافبک دفاعی بود و گاها به عنوان مدافع میانی نیز به کار گرفته میشد. او در سال ۲۰۰۴ توسط باشگاه چلسی به خدمت گرفته شد، اما تنها دو سال در این تیم ماند و بیشتر دوران حرفه‌ای‌اش را در آپوئل گذراند. او در این باشگاه ۱۶ عنوان قهرمانی مهم، از جمله ۹ قهرمانی در لیگ دسته اول فوتبال قبرس را به دست آورد.

## دوران باشگاهی

### چلسی
مورایس که در پنافیل از ناحیه پورتو به دنیا آمده بود، دوران حرفه‌ای خود را از باشگاه زادگاهش، باشگاه فوتبال پنافیل آغاز کرد. اما در اوت ۲۰۰۴، پس از گذراندن یک دوره آزمایشی موفق، با قراردادی سه‌ساله و با مبلغی اعلام‌نشده به باشگاه چلسی پیوست. او اولین بازی‌اش را برای این تیم در جام حذفی انگلستان مقابل اسکانتورپ یونایتد در ژانویه ۲۰۰۵ انجام داد و تمام ۹۰ دقیقه را در زمین حضور داشت. اولین حضورش در لیگ برتر انگلیس نیز در تاریخ ۱۰ مه همان سال رقم خورد، جایی که به‌عنوان بازیکن تعویضی در دقایق پایانی، در پیروزی ۳–۱ چلسی برابر منچستریونایتد در اولدترافورد به میدان رفت.

#### ماریتیمو
از آن‌جایی که مورایس در فصل نخست خود فرصت زیادی برای بازی در ترکیب اصلی پیدا نکرد، در فصل ۲۰۰۶–۲۰۰۵ به همراه هم‌وطنش فیلیپه اولیویرا به صورت قرضی به باشگاه ورزشی ماریتیمو پیوست. در تابستان همان سال، او همراه با اولیویرا دو بار برای تیم زیر ۲۱ سال پرتغال در رقابت‌های جام ملت‌های اروپا زیر ۲۱ سال ۲۰۰۶ که به میزبانی پرتغال برگزار می‌شد، به میدان رفت.

#### بازگشت به چلسی
پس از بازگشت به چلسی، مورایس تنها دو بار در رقابت‌های لیگ به میدان رفت و در مجموع کمتر از ۲۰ دقیقه بازی کرد؛ این دو بازی در دیدارهای خانگی برابر منچستریونایتد و اورتون بود که هر دو با تساوی به پایان رسیدند. او همچنین سه بار در مسابقات جام حذفی و جام اتحادیه فوتبال انگلستان به میدان رفت.

### آپوئل
در تاریخ ۱۱ مه ۲۰۰۷، او با انتقالی رایگان و قراردادی دوساله با آپوئل نیکوزیا امضا کرد. در نیکوزیا، مورایس به هافبک دفاعی تبدیل شد و قراردادش را تا ژوئن ۲۰۱۲ تمدید کرد. از زمان اولین بازی‌اش، او به مهره‌ای کلیدی در خط میانی تبدیل شد و همراه با تیم، در کنار دیگر افتخارات، ۹ قهرمانی لیگ، ۳ قهرمانی جام حذفی و ۴ سوپرجام را به دست آورد. او همچنین در تمام شش بازی مرحله گروهی اولین حضور باشگاه در لیگ قهرمانان اروپا نیز به میدان رفت.
در لیگ قهرمانان اروپا ۱۲–۲۰۱۱، مورایس بازیکن ثابت و بی‌رقیب تیم بود؛ تیم برای نخستین‌بار به مرحله یک‌چهارم نهایی رسید و او در هر ۱۰ بازی از جمله برد در مرحله یک‌هشتم برابر المپیک لیون حضور داشت و ضربه‌اش را در ضربات پنالتی تبدیل به گل کرد. در تاریخ ۴ مه ۲۰۱۲، او قراردادش را برای سه سال دیگر تمدید کرد.

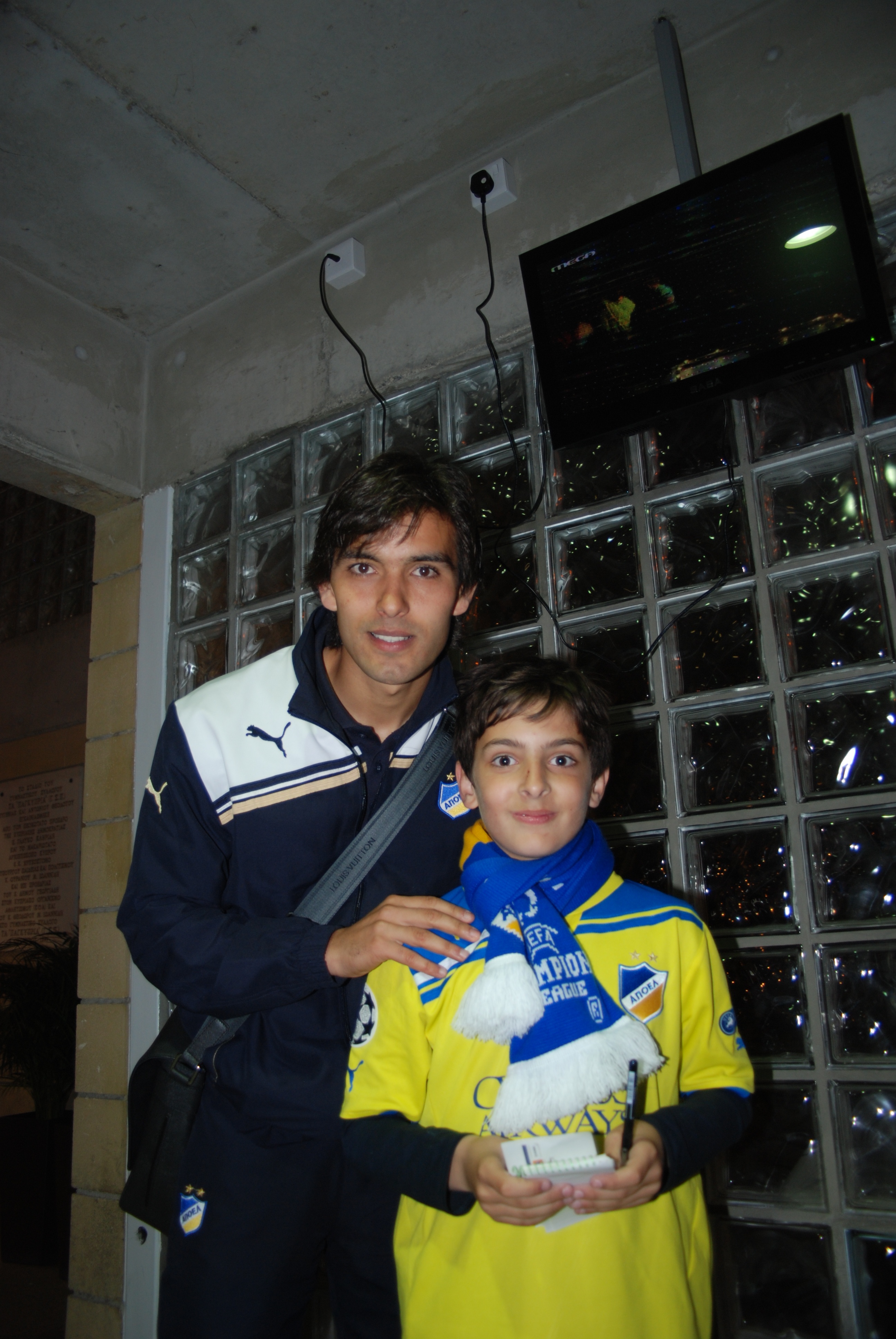
مورایس در آپوئل

در فصل ۱۴–۲۰۱۳، مورایس در تمام بازی‌های مرحله گروهی لیگ اروپا برای آپوئل به میدان رفت و گل پیروزی ۲–۱ برابر باشگاه فوتبال بوردو را در ورزشگاه جی‌اس‌پی به ثمر رساند. فصل بعد نیز در رقابت‌های لیگ قهرمانان، جزو بازیکنان اصلی تیم باقی ماند.
در ۷ مه ۲۰۱۶، پس از بازی برابر آپولون لیماسول، مورایس به رکورد ۲۵۱ بازی برای آپوئل دست یافت و به بازیکن خارجی با بیشترین تعداد بازی در تاریخ لیگ دسته اول فوتبال قبرس تبدیل شد. در ۱۶ اوت همان سال، پس از بازی برابر کپنهاگن در مرحله پلی‌آف لیگ قهرمانان، او به رکورد ۸۱ بازی اروپایی برای آپوئل رسید که یک رکورد جدید در تاریخ باشگاه محسوب می‌شد.
مورایس در ژوئیه ۲۰۱۹ و در سن ۳۵ سالگی از فوتبال خداحافظی کرد. او دوران حرفه‌ای خود را به‌عنوان بازیکنی به پایان رساند که بیشترین بازی را در تاریخ باشگاه آپوئل با ۵۲۴ مسابقه انجام داده است.

## دوران مربیگری

### آپوئل
پس از خداحافظی از فوتبال در همان باشگاه آپوئل  به عنوان مربی تیم جوانان و دستیار مربی باقی ماند و در ژوئن ۲۰۲۳ به کادر فنی هم‌وطنش ریکاردو سا پینتو پیوست.